# Gilliesia dimera
Gilliesia dimera är en amaryllisväxtart som beskrevs av Pierfelice Ravenna. Gilliesia dimera ingår i släktet Gilliesia och familjen amaryllisväxter. Inga underarter finns listade i Catalogue of Life.